# Jan Kalfas
Jan Kalfas (ur. 23 grudnia 1916 w Cleveland, zm. 2 października 1983 w Bielsku-Białej) – starszy sierżant pilot Wojska Polskiego, pilot sanitarny, kawaler Virtuti Militari.

## Historia
Jego rodzina ok. 1922 r. powróciła z USA do Polski i osiadła w rejonie Bielska-Białej. W 1935 r. w Goleszowie odbył szkolenie szybowcowe, jesienią 1936 r. zgłosił się ochotniczo do odbycia służby wojskowej. Otrzymał przydział do 2. pułku lotniczego. Przez dwa lata służył w 121. eskadrze myśliwskiej jako mechanik. Po służbie został przeniesiony do rezerwy, w sierpniu 1939 r. został zmobilizowany i powrócił do 121 em.
Z tą jednostką przeszedł szlak bojowy. 18 września 1939 r., po agresji ZSRR na Polskę, przekroczył granicę z Rumunią. Został internowany w obozie w Turnu Severin. Udało mu się zbiec z obozu i przez Jugosławię i Grecję przedostał się do Francji, gdzie skierowano go do polskiej bazy lotniczej w Lyon-Bron.
W marcu 1940 r. przybył do Wielkiej Brytanii, trafił na kurs mechaników zorganizowany w Eastchurch. Jako żołnierz Polskich Sił Powietrznych otrzymał numer służbowy RAF 781218. Po przeszkoleniu otrzymał przydział do dywizjonu 304. Stąd został skierowany na szkolenie w zakresie pilotażu. Po jego ukończeniu został przydzielony do dywizjonu 300 i na początku kwietnia 1943 r. wykonał swój pierwszy lot bojowy. W dywizjonie 300 odbył turę bojową liczącą 30 lotów. Został skierowany na odpoczynek do szkoły lotniczej, ponadto skończył kurs pilotażu maszyn czterosilnikowych. Za swą służbę został w listopadzie 1944 r. odznaczony Distinguished Flying Medal. W tym samym miesiącu otrzymał przydział do 1586 Eskadry Specjalnego Przeznaczenia stacjonującej w Brindisi.
Wykonał jedenaście lotów bojowych ze zrzutami zaopatrzenia do okupowanej Polski, Czechosłowacji i Jugosławii. Pierwszy lot z zaopatrzeniem wykonał w nocy z 21 na 22 grudnia 1944 r. na placówkę na południowy zachód od Sisak. Święta Bożego Narodzenia spędził na pokładzie polskiego statku s/s Lewant. W nocy z 28 na 29 grudnia 1944 r. jego samolot został przechwycony nad placówką Wilga przez niemiecki myśliwiec nocny, ale pilot zdołał go wymanewrować. Nie wszystkie loty kończyły się udanym zrzutem. W nocy z 13 na 14 lutego 1945 r. nawigator nie odnalazł placówki zlokalizowanej w północnych Włoszech i samolot powrócił do bazy z ładunkiem. Wykonywał również loty propagandowe, w nocy z 16 na 17 lutego zrzucił 300 funtów ulotek nad miastem Przerów. Kolejny raz ulotki zrzucał 20 lutego nad Igławą. Ostatni raz wyleciał na lot zrzutowy 25 lutego, ale wobec nieodnalezienia miejsca zrzutu, zlokalizowanego w północnych Włoszech, powrócił na lotnisko z ładunkiem. Wskutek postępów Armii Czerwonej na terenie Polski loty z zaopatrzeniem zostały zakończone i Kalfas przez Algierię i Gibraltar powrócił do Wielkiej Brytanii.
W marcu 1945 r. został przydzielony do dywizjonu 301. Przeszedł przeszkolenie w zakresie lotów transportowych, wykonywał loty do Oslo, Neapolu i do Aten. Po demobilizacji zdecydował się na powrót do Polski, gdzie dotarł w 1947 r. Uzyskał dyplom kapitana statków powietrznych w lotnictwie komunikacyjnym. Jako były żołnierz PSP na Zachodzie miał problemy ze znalezieniem pracy, dopiero w czerwcu 1948 r. został zatrudniony w Cywilnej Szkole Pilotów i Mechaników. Następnie pracował w Centrum Wyszkolenia Lotniczego we Wrocławiu. W 1951 r., na fali stalinowskich czystek, został odsunięty od pracy w lotnictwie na kolejne pięć lat. Znalazł zatrudnienie w Zakładach Piwowarsko-Słodowniczych w Głubczycach. W 1956 r. powrócił do latania jako instruktor w Aeroklubie Bielsko-Bialskim. W 1957 r. został zatrudniony w Zespole Lotnictwa Sanitarnego w Katowicach, gdzie pracował do momentu przejścia na emeryturę w 1977 r.
Podczas swej służby spędził 8352 godziny w powietrzu, w tym 325 godzin wylatał w nocy a 397 godzin na śmigłowcach. Wykonał 41 lotów bojowych, latał na 35 rodzajach statków powietrznych. Zmarł 2 października 1983 r. w Bielsku-Białej, został pochowany na cmentarzu komunalnym w Kamienicy (sektor D, kwatera 1, rząd 24, miejsce 42).

## Ordery i odznaczenia
Za swą służbę został odznaczony:
- Krzyżem Srebrnym Virtuti Militari nr 8456
- Krzyżem Walecznych – trzykrotnie,
- Medalem Lotniczym – czterokrotnie,
- Distinguished Flying Medal.